# Homenagem a Simón Bolívar

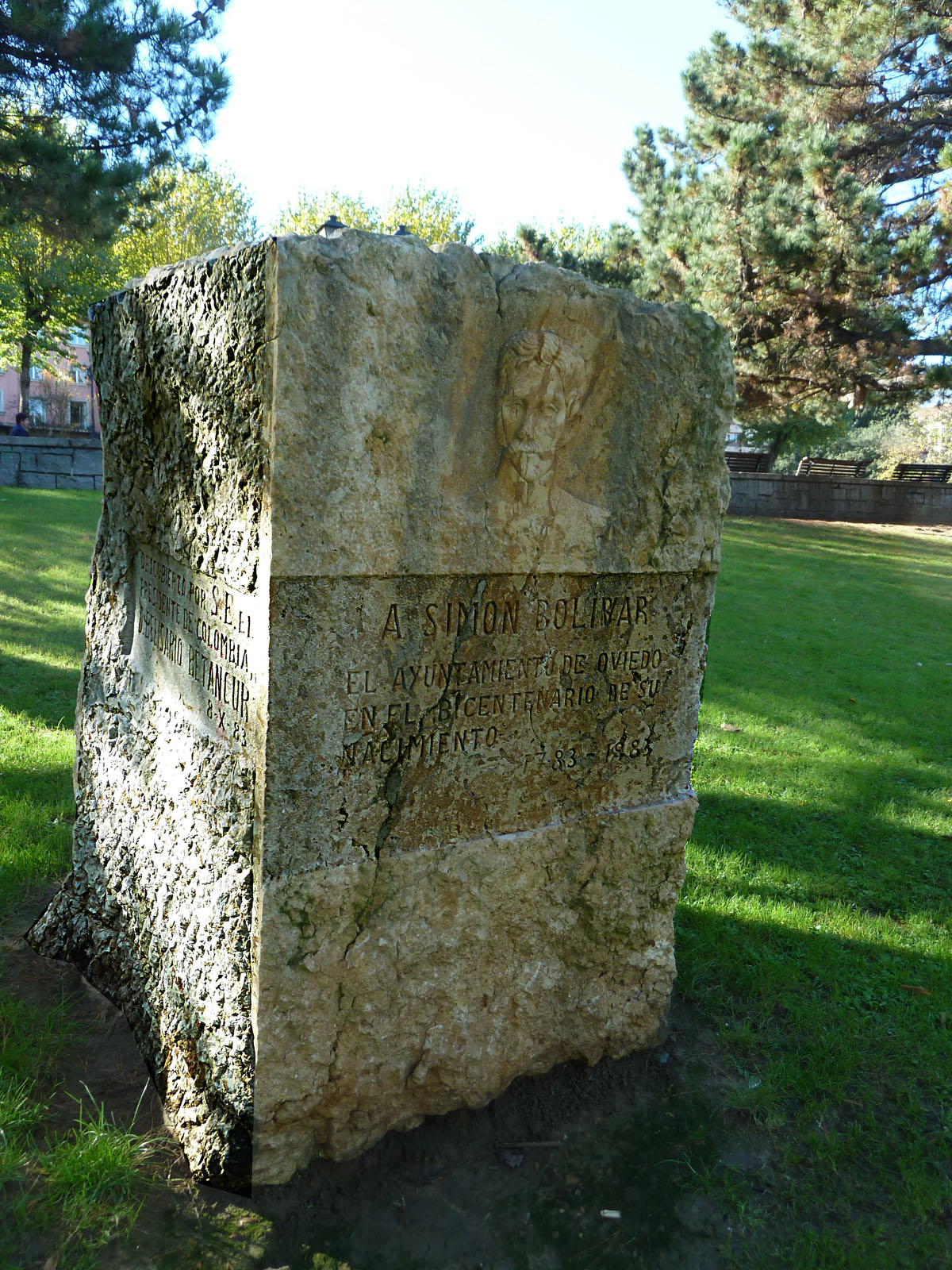
Homenagem a Simón Bolívar.

A escultura urbana conhecida como Homenagem a Simón Bolívar, localizada no Campallín, na cidade de Oviedo, Principado de Astúrias, Espanha, é uma das mais de uma centena que enfeitam as ruas da mencionada cidade espanhola.
A paisagem urbana desta cidade vê-se enfeitada por obras escultóricas, geralmente monumentos comemorativos dedicados a personagens de especial relevância num primeiro momento, e mais puramente artísticas desde finais do século XX.
A escultura, feita em pedra, é obra de José Antonio Nava Iglesias, e data de 1983.
Em 1983 celebrava-se o bicentenário do nascimento de Simón Bolívar, militar e político nascido no que depois será parte do território da Venezuela; que desempenhou um decisivo papel na emancipação americana. Por este motivo, a Prefeitura de Oviedo encarregou ao escultor José Nava, a realização de uma escultura em homenagem a esta figura histórica. 
A obra consiste num pétreo monolítico, com o baixo relevo do personagem esculpido numa de suas faces, na qual, ademais, há uma inscrição: “A SIMÓN BOLÍVAR/A PREFEITURA DE OVIEDO/NO BICENTENÁRIO DE SEU/NASCIMENTO/1783-1983”.